# Municipio de Grifton
El municipio de Grifton (en inglés: Grifton Township) es un municipio ubicado en el  condado de Pitt en el estado estadounidense de Carolina del Norte. En el año 2010 tenía una población de 4.900 habitantes.

## Geografía
El municipio de Grifton se encuentra ubicado en las coordenadas 35°23′15.59″N 77°24′29.87″O / 35.3876639, -77.4082972.